# Louis Colas
Louis Alfred Colas, in einigen Quellen auch André Colas, (* 2. April 1888 in Semur-en-Auxois; † 5. August 1949 in Le Pradet) war ein französischer Autorennfahrer.

## Karriere als Rennfahrer
Louis Colas war in den 1920er-Jahren als Rennfahrer aktiv und gewann 1928 auf einem D.F.P. den  Bol d’Or auf dem Rundkurs Circuit de la Ville in Saint-Germain-en-Laye. Weitere gute Platzierungen erreichte er mit dem dritten Rang beim Bol d’Or 1929 und dem zweiten Gesamtrang beim 6-Stunden-Rennen von Dijon 1927. 1925 hatte er seinen einzigen Einsatz beim 24-Stunden-Rennen von Le Mans. Der Werks-D.F.P. VA fiel durch einen technischen Defekt aus.

## Statistik

### Le-Mans-Ergebnisse
| Jahr | Team                                  | Fahrzeug  | Teamkollege    | Platzierung | Ausfallgrund |
| ---- | ------------------------------------- | --------- | -------------- | ----------- | ------------ |
| 1925 | Automobiles Doriot-Flandrin-Parant SA | D.F.P. VA | Eugène Moraine | Ausfall     | Defekt       |